# Pallas Athena

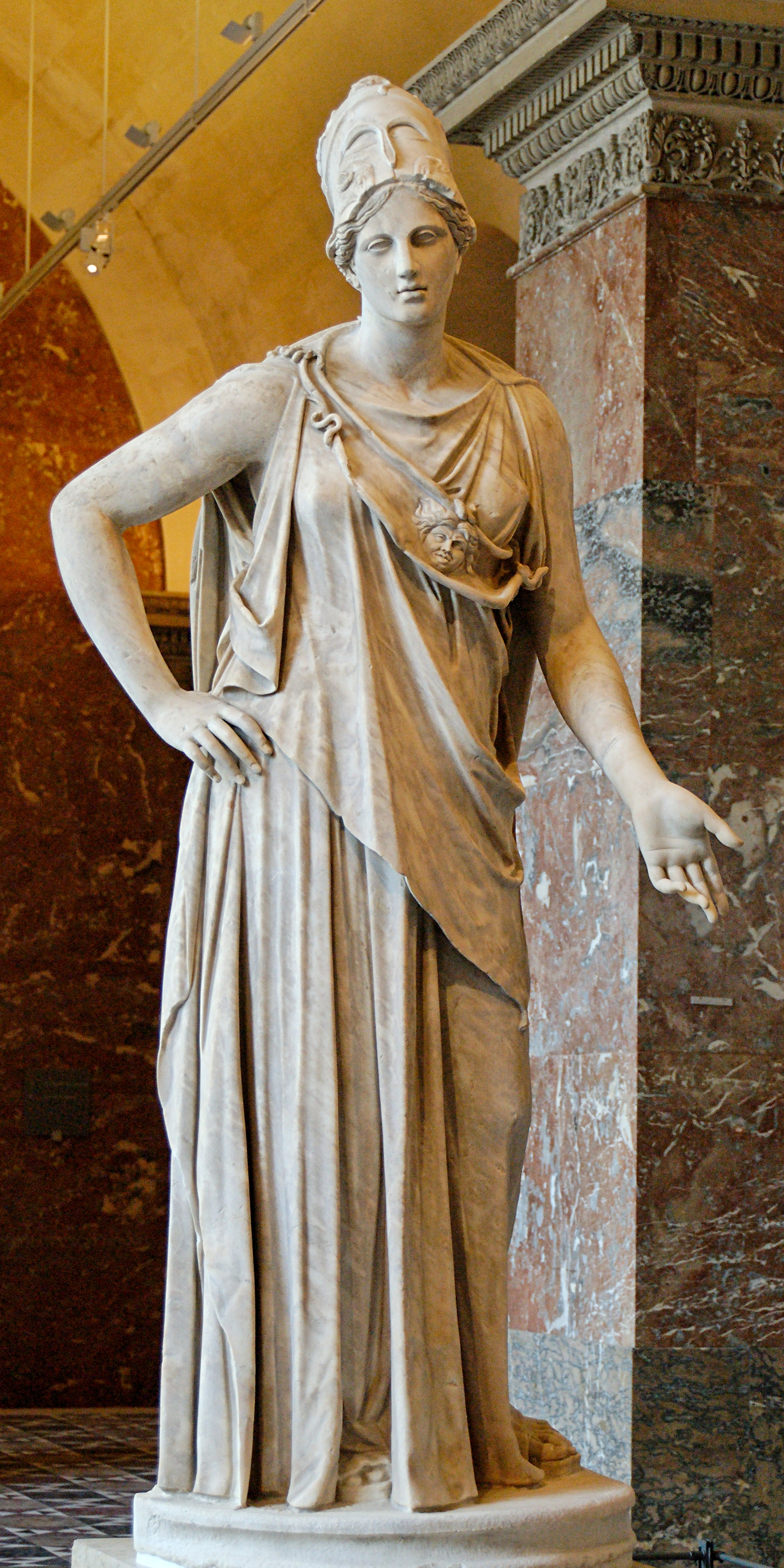
Mattei Athena
Romeinse kopie van net voor of net na de jaartelling. naar een Grieks origineel uit de vierde eeuw v.Chr.
Louvre

Pallas Athena, ook Athena of Athene, Attisch: Παλλὰς Ἀθηνᾶ, Pallás Athêna, Ἀθήνη, Athénē, is een van de bekendste godinnen uit het Griekse pantheon. Ze had diverse functies: ze was godin van de beheerste oorlogvoering en vrede, was ook de godin van de wijsheid of filosofie, beschaving, de politieke gemeenschap van de stad en beschermster van verschillende Griekse steden, in het bijzonder van Athene. Ze was de beschermgodin van handwerklieden en de ambachtelijke arbeid, zoals van de weefkunst en kunstenaars.
Ze stond in de Griekse mythologie bekend als Athena Parthenos, als de Maagd, en het Parthenon was aan haar gewijd. Ze had een uil als gezelschap, de uil van Athene, maar werd zelf ook als uil uitgebeeld.

## Naam, etymologie en oorsprong
De naam Athena is mogelijk van Lydische origine en een samengestelde naam, van het Tyrreense ati, dat moeder betekent, en van Hannahanna, een godin van de Hurrieten, dat vaak tot Ana werd afgekort. Er is in het Myceens een enkele inscriptie op de Lineair B-tabletten met A-ta-na-po-ti-nin-ja, 'Athana potniya', op Laat-Minoïsch II tabletten uit Knossos. Het gaat om de Kamer van de strijdwagentabletten van het allervroegste Lineair B. Het wordt vaak vertaald als Meesteres Athena, maar letterlijk betekent potnia dame, dus samen 'dame van Atana', maar het is onduidelijk of er een verband is met de stad Athene. Er staat ook A-ta-no-dju-wa-ja, 'Athana diwya', waarvan het laatste deel de spelling in Lineair B is van het Oudgriekse Diwia, Myceens di-u-ja of di-wi-ja, de goddelijke Athena, die ook een weefster en godin van de ambachten was.
Plato beschrijft in zijn dialoog Cratylus waar de naam Athena volgens de oude Atheners vandaan kwam, van A-θεο-νόα, A-theo-noa of H-θεο-νόα, E-theo-noa, dat de geest van God betekent. Plato, maar ook Herodotus, merkten op dat de inwoners van Saïs in het oude Egypte een godin vereerden met de naam Neith en identificeerden haar met Athena. (Timaeus 21e), (Historiën II 170-175.). Neith, letterlijk 'weefster', vrij vertaald 'ik ben vanuit mezelf gekomen', was een oorlogs- en beschermgodin en moeder van de krokodillengod Sobek. Neith werd ook Anat en Ath-enna genoemd. Neith was de geest achter de sluier, die geen sterveling rechtstreeks kon zien.
Pallas Athena was nauw aan Attica en Athene verbonden en werd daar het meeste vereerd, maar dit sloot niet uit, dat haar eredienst over heel Griekenland was verspreid. Bijna ieder landschap kende haar in zijn legenden een voorname rol toe, Argos in die van Perseus en Diomedes, Korinthe in die van Bellerophon. Vooral ook het landschap Boeotië onderscheidde zich door de grote verering, die daar aan de godin ten deel viel. Er was daar ook een andere stad met de naam Athene. Aan het Kopaïs-meer, met name in de stad Alalkomenai stond haar eredienst van de alleroudste tijden af in hoog aanzien. Ook op de kusten van Klein-Azië, in het Trojaanse land en in Lydië werden vele van haar beroemdste tempels aangetroffen. Kortom overal, waar Grieken zich hadden neergezet, hetzij in Azië of in Libië, in Italië of op Sicilië werd Athena vereerd als een waardige, krijgshaftige en weldoende godin.

### PallasAthena

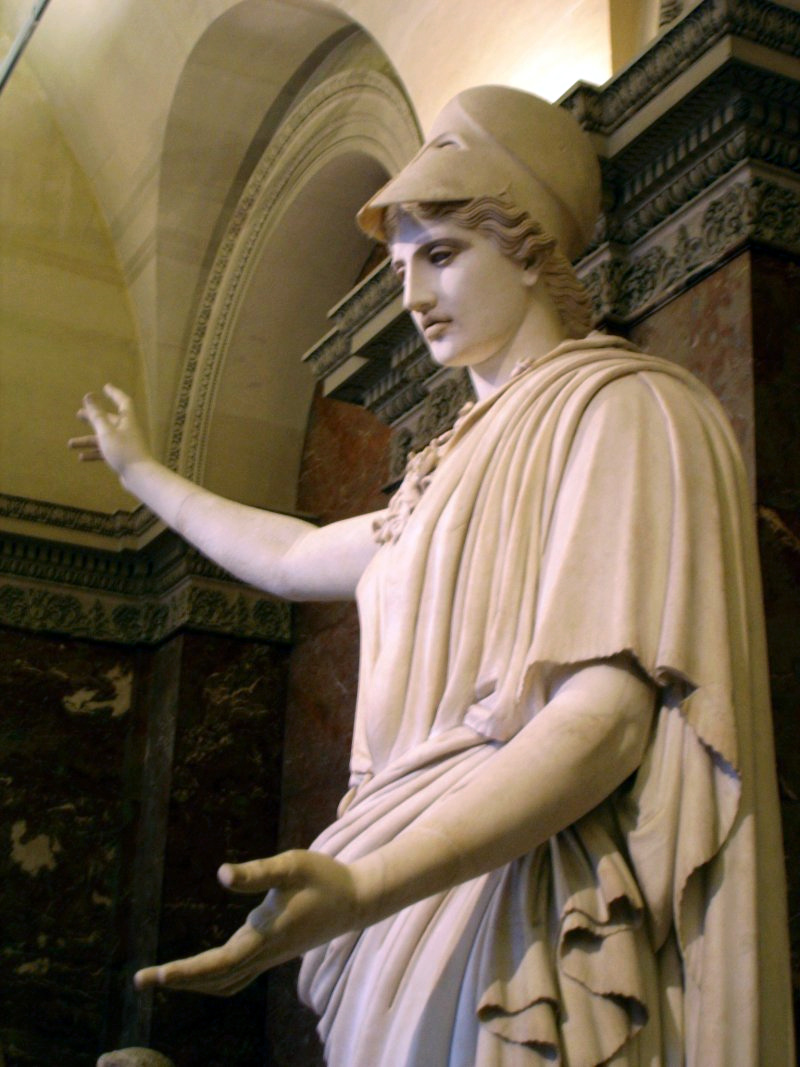
Pallas Velletri
Pallas Athena, kopie van Grieks origineel uit 420-410 v.Chr. van Cresilas
Louvre

Wat haar naam betreft, zo schijnt men een onderscheid te moeten maken tussen Athena en Pallas Athena, zoals zij zeer dikwijls bij de dichters Hesiodos en Homeros wordt genoemd.
De naam Pallas schijnt oorspronkelijk als een bijvoeglijk naamwoord voor Athena te zijn gevoegd en heeft haar als godin aangeduid die met een lans zwaaide, een symbolische voorstelling van haar macht over de bliksem. Haar epiklese Παλλάς Pallas komt waarschijnlijk van het Griekse werkwoord παλλειν, pallein / met een lans zwaaien, maar kan ook samenhangen met de naam van Pallas, een vriendin van Athena of de reus Pallas, die tijdens de Gigantomachie door Athena werd verslagen.

### Ontstaansmythen
De mythen, die betrekking hebben op de oorsprong van Athena duiden haar ook als een godin aan, die een geweldige macht bezit over alle verschijnselen van de hemel, maar tevens als een liefelijke godin, die alom zegen verspreidt door de akkers vruchtbaar te maken, het geslacht van de mensen te vermeerderen en op te voeden, en dat alles zonder iets prijs te geven van haar geheel enige reinheid.

#### AthenaTritogeneia
Omtrent de afkomst van de godin waren verschillende mythen in omloop. Een oude bijnaam van Athena was Tritogeneia. Deze naam duidt haar aan als een godin, ontstaan uit het water, en dit is vrij natuurlijk, daar volgens Homeros alle dingen en alle goden hun oorsprong aan het water hebben te danken. De watermassa, die Triton genoemd werd, en in de ene mythe als een meer werd voorgesteld, en in de andere als een rivier. Nu eens dacht men zich de plaats daarvan in Boeotië, dan weer in Thessalië, ja zelfs werd door de meesten naar Afrika, naar Libië de plaats verlegd, waar Athena uit de baren zou zijn opgerezen. Deze voorstelling had hierin haar grondslag, dat uit en door het uit de diepte opbruisende water de lucht, de hemel en al de schitterende verschijnselen, die zich aan de hemel voordoen, ontstaan zijn, en zij had ten gevolge dat Athena het meest of althans zeer dikwijls vereerd werd aan de boorden van meren, of aan de oevers van rivieren. Vooral was dit het geval in Boeotië, bijvoorbeeld in de reeds genoemde stad Alalkomenai. Ook in het door bergen helemaal van het overige Griekenland afgesloten Arcadië en in Lydië was deze Athena Tritogeneia, de uit de wateren ontsprotene, een godin, die in het hoogste aanzien stond.

#### AthenaObrimopatrê

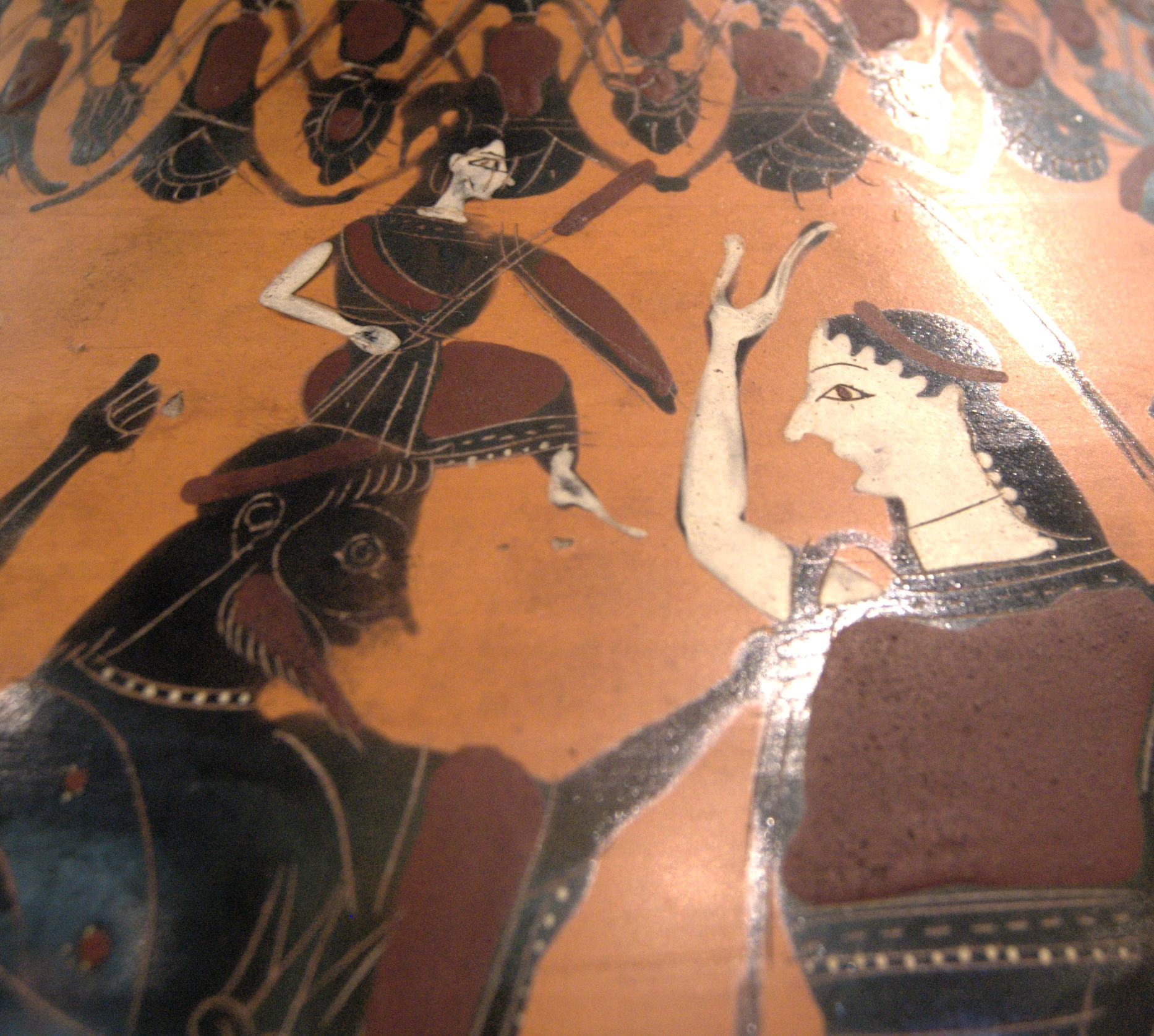
Gewapende Athena wordt geboren uit het hoofd van Zeus met waarschijnlijk Eileithyia rechts van hem
op een Attische zwartfigurige amphora, omstreeks 550-525 v.Chr., Louvre

Een heel andere mythe omtrent haar geboorte heeft deze eerste op de achtergrond geschoven. Reeds de Ilias van Homeros kent Athena als de liefste dochter van Zeus. Zij is diegene van zijn kinderen, die zijn grootste vertrouwen geniet; alle moeilijkheden, die Zeus te overwinnen heeft, worden door haar daden overwonnen. Zeus spreekt tot haar als tot zichzelf. Zij beiden zijn een. Ze heet daarom Obrimopatrê, "de dochter van een sterke vader." Die innige verhouding tussen Athena en Zeus wordt symbolisch uitgedrukt door het meest bekende verhaal, dat omtrent haar geboorte onder de Grieken in omloop was, dat ze namelijk uit haar vader zou zijn geboren.
Zeus had, zo luidt deze sage, zijn eerste gemalin, de godin en Titanen Metis, dit is de 'schranderheid', de dochter van Okeanos en Tethys, verslonden, omdat hij vreesde, dat zij hem, na een dochter, een zoon zou baren, die hem de wereldheerschappij, die hij zich met zoveel moeite had verworven, weer zou ontrukken. Ten gevolge van die daad bracht hij na enige tijd Athena of Pallas Athena ter wereld, die volwassen en gewapend uit zijn hoofd tevoorschijn trad. Toen het ogenblik was gekomen, waarop zij het levenslicht zou aanschouwen, moest Hephaistos het hoofd van Zeus opensplijten, om hem te verlossen van een ondraaglijke hoofdpijn, en nu sprong zij daaruit met opgeheven lans onder het aanheffen van een krijgslied tevoorschijn. Een geweldige omwenteling in de natuur, een hevige aardbeving en een even heftig opbruisen van de zee gingen met de geboorte van Pallas Athena, die ook de geweldige godin van de oorlog zou zijn, gepaard. Ze werd als krijgsgodin al in de Minoïsche tijd (3e millennium v.Chr. - 1200 v.Chr.) vereerd.
Aangezien Athena in volle wapenrusting uit het hoofd van Zeus tevoorschijn trad, is zij dus van nature voorbestemd om godin van de oorlog te zijn; maar zij is niet gelijk aan de woeste Ares. Zij beschermt de staat, die in oorlog is verwikkeld, wanneer die oorlog moet dienen tot rechtmatige afwering van de aanval van vreemden, of ook, wanneer hij ter wille van hogere belangen is ondernomen en een bekwame en verstandige leiding van de krijg de staat voordeel kan aanbrengen. Athena staat, in tegenstelling tot Ares, 'voor de met beheersing, verstand en strategisch inzicht gevoerde strijd.'
Legt zij haar wapenen af, dan is er vrede op aarde. Dat duidt de mythe aan door te verhalen, dat, zodra zij, uit het hoofd van haar vaders getreden, de opgeheven lans naar de aarde had gebogen, de lucht opklaarde. Op het eiland Rodos wist men te spreken van een gouden regen, die Zeus bij haar geboorte over het eiland had uitgestort, hetgeen natuurlijk een zinnebeeldige uitdrukking is voor het neerdalen van het zuivere licht van de aether op de aarde.

### Athenaglaukios
Athena glaukios is een bijnaam die door de dichters vaak aan Athena gegeven werd. Glaukopis, dit is "de godin met schitterende ogen" en de uil, die deze eigenschap met haar deelt, en steeds als haar trouwe begeleider wordt voorgesteld, hebben ook betrekking op de lichtgevende godin van de reine, heldere aether.

### AthenaPromachos
Letten we nu op de betekenis van Athena als ethische godin, gaan we haar betrekkingen na tot het leven en werken van de mensen, dan hebben we haar vooreerst te beschouwen als een godin van de oorlog. Het zijn voornamelijk de oudere hymnen en sagen, die deze trek van haar wezen op de voorgrond stellen. Er stond voor haar een enorm standbeeld als Athena Promachos op de Akropolis van Athene, als de godin, die ook in de strijd de stad zou beschermen en verdedigen. In Boeotië, in Macedonië was het vooral de godin van de oorlog, aan wie men hulde bracht. Dikwijls wordt zij dan ook naast Ares genoemd. De grootste helden van de oudheid staan onder haar voortdurende bescherming. Perseus en Bellerophon, de Aetolische Tydeus, de uit de stam van de Minyers gesproten Iason en de nationale heros van gans Griekenland, Herakles, allen mochten ze zich in haar steun en haar bescherming verheugen. In de Trojaanse Oorlog stond zij Achilleus, Diomedes en Odysseus trouw ter zijde.
Met de helden beklimt zij soms de strijdwagen, met haar lans velt zij alles, wat haar in de weg treedt, zelfs doet zij die goden wijken, die voor haar in kracht moeten onderdoen. Haar moed blijft haar altijd bij, maar niet minder haar tegenwoordigheid van geest; zelfs in het uiterste gevaar blijft zij kalm en onverschrokken. Hoewel de godin even fanatiek aan de strijd deelneemt als Ares, houdt Athena zich meer bezig met strategieën, in plaats van enkel grof bloedvergieten. En is de strijd geëindigd en het gevaar geweken, dan verkwikt en sterkt en beloont zij de helden, die zij liefheeft en die zich haar waardig hebben gedragen.

### Godin van de kunst
Grote eer genoot Athena ook als een godin van de werken en de kunsten van de vrede, waardoor zij hen, die haar huldigden en vooral haar lievelingsland gelukkig maakte. Dit deed ze vooreerst door de zorg voor het lichamelijk welzijn van de inwoners. Vooral in de sage van Erichthonios wordt gedoeld op de dubbele zegen, die zij aan Attica schonk door het gedijen van de vruchten en door het opgroeien van de efeben. Zij was hun beschermster. Een bezoek door haar priesteres gebracht werd gerekend de echt te bevorderen. Jonggeboren kinderen hing men slangen om, uit goud vervaardigd, ter gedachtenis aan de wonderbare geschiedenis van Erichthonios. Zij had deze van Gaia, de Aarde, zijn moeder, tot zich genomen om hem te verzorgen en te verplegen. Zo blijft zij ook voor de kinderen zorg dragen. Er werd op Delos verteld hoe zij Leto had bijgestaan, toen deze Apollo en Artemis ter wereld bracht.
Athena was ook godin van de ambachtelijke arbeid, zoals de weefkunst. De mythe van Arachne staat hiermee in verband.

### AthenaHygieia
Maar als godin van de heldere hemel en van de zuivere, gezonde lucht werd zij ook vereerd als Athena Hygieia, de gezondheid aanbrengende godin. Ziekten werden door haar afgeweerd. Zij zorgde voor de instandhouding en vermeerdering van het menselijk geslacht. Ten tijde van Perikles zou haar een standbeeld zijn gewijd voor het herstel van een beeldhouwer die bij de werken aan het Parthenon van een stelling was afgevallen.

### AthenaPolias

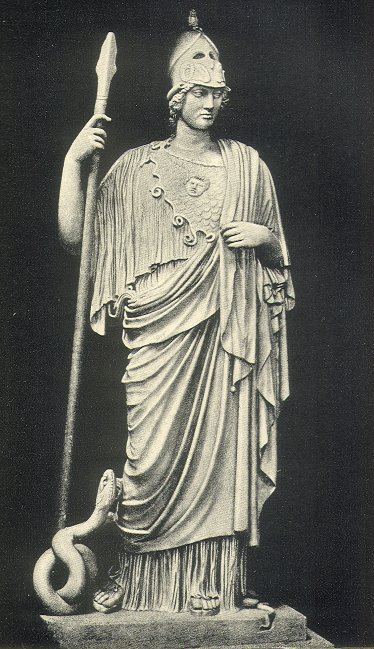
Athena Giustiniani
Romeinse kopie van Grieks origineel, late 5e - vroege 4e eeuw v.Chr.
Musei Vaticani, Rome

En terwijl aldus het huisgezin, de familie, onder haar hoede stond, werd zij natuurlijk daardoor ook de godin, die de grotere vereniging van de mensen, de staat, die het huisgezin tot grondslag heeft, beschermt en bewaakt. Polias heette ze in die hoedanigheid, niet alleen in Athene, waar de Oude Athenatempel aan haar was gewijd, maar ook op verscheidene andere plaatsen van Griekenland. Bij haar zwoeren de leden van de Boulè in Athene op het altaar aan haar gewijd, ook wel het Grote Athena-altaar genoemd, hun eed.
De oudste verwijzing naar het altaar betreft het jaar 632 v.Chr.
Het Parthenon was haar belangrijkste heiligdom, dat van parthenos, maagd, komt.
Als een goede geest was zij in de ekklèsia tegenwoordig. De aloude rechtbank van de Areopaag was door haar toedoen gesticht en door die stichting had zij de Erinyen, die vroeger godinnen van de wraak waren geweest, weten te verzoenen en hen gemaakt tot Eumeniden, tot welgezinde godheden, die zegen en voorspoed over het land wilden verspreiden. De Areiopagos sprak Orestes vrij van de moord op zijn moeder Klytaimnestra.
Ook daar, waar Griekse stammen zich door een verbond nauwer aaneensloten was het Athena, die aan het hoofd van zulk een verbond stond en het overal met raad en daad steunde en beschermde.
Verder schreef men aan Athena de invoering van sommige bepaalde takken van cultuur en van sommige kunsten toe. Hier moet in de eerste plaats gewag worden gemaakt van de teelt van de olijfboom. Aan de verbouwing daarvan knoopt zich de sage vast van de strijd, die Athena met Poseidon om het bezit van Attica heeft te voeren gehad. Toen zij over dat bezit in twist geraakten, bepaalde Zeus, dat het landschap aan degene van hen zou worden toegewezen, die het met het nuttigste geschenk zou begiftigen. Poseidon schiep daarop òf het (wilde) paard, òf door met zijn drietand tegen de aarde te slaan een bron van zout (of brak) water, Athena daarentegen de olijfboom. De goden wezen de prijs aan Athena toe en sinds die tijd was de olijfboom haar boven alle andere bomen geheiligd. De boom, die zij had doen ontstaan, stond in de onmiddellijke nabijheid van het Erechtheion en had een levenskracht, die niet kon worden vernietigd.
Toen de Perzen na de inneming van de stad onder Xerxes de tempel en ook de boom verbrandden, ontsproten terstond weer nieuwe loten uit de bodem. Ook op andere plaatsen in Attica trof men bepaalde aan de godin gewijde olijfbomen aan, zo stonden er bijvoorbeeld in de Akademeia, een op korte afstand van Athena gelegen tuin, twaalf olijfbomen, die òf ook rechtstreeks aan Athena haar bestaan te danken hadden, òf voor loten van de olijfboom op de Akropolis werden gehouden. Ook buiten Attica was overal deze boom aan Athena geheiligd.

### AthenaErganê
Wegens de verschillende kunsten, wier invoering aan haar werd toegeschreven, gaf men haar de bijnaam van Erganê, d.i. "in alle kunsten" - men had hier voornamelijk het weven en spinnen op het oog - "wel ervaren." Bij Homeros wordt menigmaal van de kunstige werken van Athena gewag gemaakt, van sierlijke kleren, die zij òf voor zichzelf, òf voor de helden, die zij beschermde, had vervaardigd. In Klein-Azië ontstond daaruit de sage van haar wedstrijd met Arachne, die zich met de godin in kunstvaardigheid had willen meten en tot straf daarvoor in een spin was veranderd.
Van hier ook, dat het grootste geschenk, hetwelk haar jaarlijks door de Atheners werd gebracht, in een prachtig bewerkt kleed (peplos) bestond. Ook de Trojaanse vrouwen - de dienst van de Trojaanse Athena had trouwens zeer veel overeenkomst met de Griekse - brachten om de godin te verzoenen haar het schoonste van hun kleren ten offer.
Doch niet alleen spinnen en weven leerde zij aan de mensen, zij schonk hun ook de hark en de ploeg en leerde hen de stier te gebruiken bij de akkerbouw; alle kunstige arbeid, vooral die, die besteed werd aan het vervaardigen van vrouwelijke sieraden vond hun oorsprong in Athena; ja ook de timmerman, de goudsmid, de wagenmaker, de pottenbakker en de scheepstimmerman konden haar hulp niet ontberen. De Romeinse dichter Ovidius voegde hier nog de volder, de schilder, de schoenmaker bij, om aan te duiden dat alle kunstenaars en alle handwerkslieden van haar hulp en steun moesten ontvangen.
Voorts werden haar uitvindingen toegeschreven op het gebied van de muziek en de dans. Zij had het eerst de fluit bespeeld en Lydië en Boeotië wedijverden om de eer van het eerst de tonen daarvan te hebben gehoord. Een legende, die wellicht aan die wedijver haar ontstaan te danken had, verhaalde dat Athena het fluitspel had laten varen, toen ze in het water van een beek had gezien, dat het opblazen van haar wangen haar gelaat mismaakte. De door haar weggeworpen fluit werd gevonden en meegenomen door de Sileen Marsyas. Toen hij haar begon te bespelen, werd hij echter door Athena bestraft.
De krijgstrompet was door haar uitgevonden en de pyrrhiche, een krijgsdans, was door haar bedacht, die zijzelf het eerst had uitgevoerd om de overwinning op de Giganten mee te vieren en die daarna ieder jaar bij de Panathenaeën voor haar werd opgevoerd.

### Godin van de wijsheid
Athena was de godin van de reine, heldere aether, van de helderheid van geest en van het bedaarde en rustige overleg. Zij was daarom ook de beschermgodin van de bedachtzame en vindingrijke Odysseus, maande Achilles in zijn strijd tegen Agamemnon tot kalmte en bedaardheid en was de godin van de wijsgeren en van alle beoefenaars van wetenschap. Haar invloed liet zich verklaren door de zuivere en heldere lucht van Attica, die ook gunstig op de geest inwerkte. Athena had een innige band met haar vader Zeus en was als het ware de personificatie van zijn schranderheid. Desondanks hielp ze soms aan plannen mee, die tegen Zeus werden gesmeed.

## Relatie met andere goden en stervelingen

### Hephaistos
Een van de oudste sagen die de Atheners omtrent hun godin wisten te verhalen, betrof de liefde die Hephaistos voor haar had opgevat. Ofschoon de godin de aanzoeken van de god afwees, ontstond toch uit de vurige begeerte van de god om haar te bezitten een wezen, half slang en half mens, Erechtheus of Erichthonios genaamd. De kiem, die eenmaal aan dit wezen het aanzijn zou schenken, was, zo luidde het verhaal, door Athena in een vlok wol gehuld en op de aarde neergeworpen. Het is duidelijk dat we hier met een zinnebeeldige voorstelling van een zeer gewoon natuurverschijnsel te doen hebben. Uit de hete bodem van de aarde, hier zinnebeeldig door Hephaistos voorgesteld, stijgen onreine dampen tot de reine aether op. Deze wordt daardoor niet bezoedeld, maar zij blijven, in een wollige wolk gehuld, daarbeneden hangen tot ze als bevruchtende regen weer op aarde neerdalen.

### Ares
Tussen haar en Ares, de god van de woeste strijd, is een groot onderscheid. Athena is het niet te doen om te strijden: zij stormt niet als een zinneloze los op het wildste strijdgewoel af, maar kalmte, overleg, vastberadenheid schenken haar de overwinning, wanneer zij ten oorlog trekt ter verdediging van heilige rechten of ter bereiking van een nobel doel. Zij is in dit opzicht de tegenpool van Aphrodite. Athena is de krachtige, sterke godin, terwijl Aphrodite de krachteloze godin is, die de kunst van de oorlog niet verstaat. Deze Athena brengt steeds de overwinning met zich mee. Zij is daarom bijna identiek met Nike, de godin van de overwinning. Athena heeft ooit een oorlog van Ares gewonnen, waardoor hun relatie was beslecht.

### Poseidon
Ook naast Poseidon wordt zij vereerd, omdat zij evenals deze ene godheid is, die behagen schept in hen, die zich aan de zeevaart wijden en in hen, die de onstuimige kracht van het paard weten te temmen en aan zich dienstbaar te maken. Als Hippia, de godin van de paarden en ruiters werd zij op een heuvel van het in de onmiddellijke nabijheid van Athene gelegen plek Kolonos vereerd; op de zuidpunt van Attica, het voorgebergte Kaap Soenion, bracht men haar hulde als de beschermgodin van hen, die de zee bevaren. In Athene had zij aan Erichthonios geleerd de paarden voor de wagen te spannen; te Korinthe verhaalde men, hoe zij het was geweest, die aan Bellerophon had getoond, hoe hij het gevleugelde paard Pegasus moest temmen. Op verschillende plaatsen roemde men haar en Poseidon als de godheden, die de paardenfokkerij onder hun hoede nemen en de mens leren zich het paard dienstbaar te maken. Als beschermster van de zeevarenden deed zij zich kennen, toen zij voor Danaos het schip met vijftig roeiriemen bouwde, waarmee hij uit Egypte naar Griekenland vluchtte. Eveneens, toen zij de Argo bouwde of hielp bouwen, het schip waarmee Jason en de zijne uittrokken om het Gulden vlies uit Colchis te halen. Ook het paard van Troje, dat door of op raad van Athena werd gebouwd en het middel werd, waardoor de Grieken eindelijk de stad binnendrongen, heeft betrekking op deze zijde van het wezen van de godin. Natuurlijk stonden al deze voorstellingen onmiddellijk in verband met de wolken, die zich aan de aether vertonen en die zo dikwijls met snelle paarden of vlugge schepen worden vergeleken. Nadat Athena Poseidon en Medusa had betrapt in haar tempel, zou ze deze laatste haar in een gorgoon hebben veranderd en dat beslechte de relatie met Poseidon nog meer.

### Aphrodite
Omdat Aphrodite zoals hieronder de gouden appel kreeg en niet Athena is hun relatie slecht. Ook vindt Aphrodite het niet fijn, dat Athena maagdelijk is. Toen Athena Aphrodite een keer achter een weefgetouw aantrof werd ze woedend omdat ze vond dat weven een te mooi ambacht was en dat het werd bevuild als Aphrodite het deed. Men zegt dat Aphrodite daarna nooit meer iets heeft gedaan wat ook maar een beetje op werken lijkt.

### Trojaanse Oorlog
Athena koos in de Trojaanse Oorlog partij tegen de Trojanen, omdat zij het Paris niet kon vergeven, dat hij de gouden appel, die voor mooiste van de godinnen was bestemd, niet aan haar had toegewezen. Niet alleen Paris, maar ook al zijn landgenoten, hadden dientengevolge voortdurend van haar haat en haar vervolgingen te lijden. In deze oorlog, die door sterfelijken werd uitgevochten, maar uitgelokt was door twist onder de goden, richtte Athena zich zelfs tegen een aantal medegoden, die in de strijd partij kozen voor de Trojanen.
Toch werd Athena ook in Troje vereerd. De Trojanen beschikten over het houten Palladion en zolang ze dat beeld van Athena in hun bezit hadden, blijft Troje onoverwinnelijk. Odysseus en Diomedes wisten het beeld echter buit te maken. Kassandra zocht in de nasleep van de oorlog beschutting bij een ander beeld van Athena, dat door Ajax werd omvergeworpen. Deze schanddaad bezorgde een belangrijk deel van het Griekse expeditieleger een rampzalige terugtocht. Poseidon bemoeilijkte Odysseus' terugtocht, terwijl de 'schrandere' held tijdens zijn terugreis naar Ithaka steun van Athena bleef genieten.

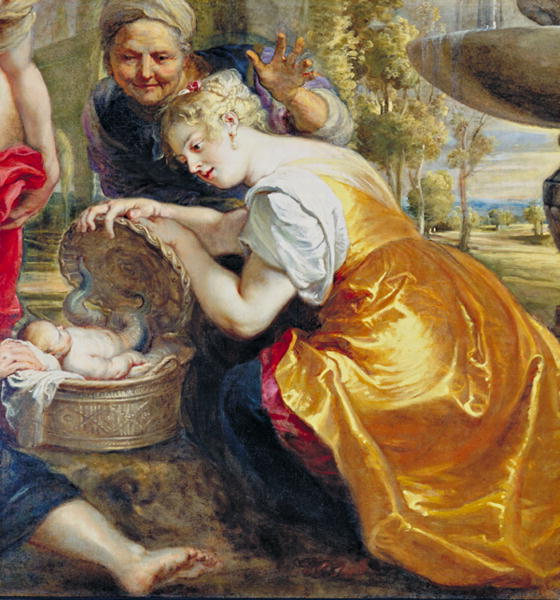
Ontdekking van Erichthonius, door Peter Paul Rubens, 1632/33

### Kinderen van Athena
Athena is maagdelijk, maar kan ook kinderen hebben met stervelingen (mensen). Zij gaf die kinderen vaak als gift aan haar nieuwe liefde. Athena kon haar kinderen uit haar hoofd geboren laten worden, waardoor ze maagdelijk blijft. Alle kinderen van Athena worden door spinnen gehaat, omdat Athena de toen sterfelijke weefster Arachne in een spin heeft veranderd.
Toen Athena door Hephaistos werd belaagd, weerde ze hem met succes af, maar zijn zaad viel op haar dijbeen. Ze veegde het zaad af en het viel op de grond. Uit de bevruchte aarde werd Erichthonius geboren. Athena nam hem als zoon aan en vertrouwde hem toe, in een mand van Attisch vlechtwerk, aan de drie dochters van Cecrops: Herse, Pandrosos en Aglauros. Ze mochten niet in het mandje kijken, maar Aglauros maakte de knopen los en binnenin het mandje zagen ze een baby met een slangemonster naast zich. Aglauros werd later door Athena tot jaloezie gedreven en door Hermes in steen veranderd.

## Niet-Griekse invloeden op het beeld van Athena
In hoeverre de dienst van de Egyptische godin Neith of Fenicische mythologie op de oorspronkelijke vorming en ontwikkeling van de voorstellingen van de Grieken omtrent Pallas Athena invloed hebben uitgeoefend, valt moeilijk te bepalen. Zeker is het, dat de figuur van Athena, zoals zij ons in de gedichten van Homeros wordt afgeschilderd, een echt, eigenaardig Grieks karakter bezit en dat daarin geen sporen van vreemde invloed zijn te herkennen.
De Athena-verering stamt uit oeroude tijden; de naam is ongrieks en laat zich niet bevredigend verklaren, evenmin als enkele oude eretitels die de godin in Homerus' epen draagt. Haar karakter is tweeslachtig: zij was enerzijds de krijgshaftige jonkvrouw, godin van de oorlog, die de dappere, geordende strijd ter verdediging van vaderland en recht steunde, voorop in het gevecht ging en de zege schonk; legendarische helden zoals Achilles, Diomedes en Odysseus stonden onder haar hoede.
Anderzijds was Athena de godin van welvaart en vrede, de schenkster van alles wat de beschaafde maatschappij kenmerkt. Zij handhaafde recht en wet, was beschermster van de volksvergadering en leerde de mens het hanteren van de ploeg en het vuur en hoe de paarden voor de wagen te spannen; naast kunst en wetenschap was het vrouwelijk handwerk haar bijzonder dierbaar.

## Attributen en symbolen
Dezelfde zinnebeeldige voorstelling, die ten grondslag ligt aan deze verhalen omtrent de geboorte van Athena, treft men ook aan in haar voornaamste attributen en symbolen, de Aegis en het Gorgoneion; de Aegis , het schild, of het pantser, of de mantel, die Zeus en Athena gezamenlijk bezitten, het Gorgoneion, het in het midden daarvan geplaatste hoofd van de Gorgo Medusa, beide voorstellingen van de dichte wolk, die de donder en de bliksem in zich bevat, en dus tevens van de duisternis, waaruit het licht wordt geboren. Hoewel het hoofd van Gorgo zijn plaats verkreeg op de Aigis, die aan Zeus toebehoorde, was het toch door Perseus aan Athena geschonken en het was dan ook een van de attributen, zonder welke de godin nooit werd gedacht of voorgesteld. Vooral geldt dit voor de voorstelling van de godin te Athene, en in de eerste plaats op de Akropolis van Athene, de burcht der stad, die allang geheel aan de dienst van deze godin werd gewijd. Aan de zuidelijke muur van de Akropolis zag men een groot, verguld Medusahoofd op een Aigis, dat diende om de verschrikking aan te duiden, waarmee Athena als Promachos, als schutsgodin van haar lievelingsstad de vijanden van haar muren zou verdrijven.
Ook de uil, slang en haan waren haar geheiligd. De olijfboom was aan haar gewijd.
Athena wordt uitgebeeld in volle wapenrusting, met aegis (huid van een geit met daaraan slangen), helm, schild, zwaard en/of speer. Het hoofd van Medusa wordt op aegis, borstkuras of schild gedragen.

## Feesten
Het nauwe verband waarin zij tot die aether stond bleek ook uit de plechtigheden met een symbolische waarde, de Panathenaeën, bij de verschillende feesten die voor haar werden georganiseerd. Deze feesten werden het meest en met de meeste luister in Attica gevierd, en vooral in Athene. Er stonden op de Akropolis twee tempels voor Pallas Athena, het Erechtheion en het Parthenon. Van beide zijn nog steeds aanzienlijke overblijfselen bewaard gebleven. In het Erechtheion werd het oudste houten beeld van Athena bewaard, dat heette uit de hemel te zijn gevallen, en de gedenktekenen van haar strijd met Poseidon om het bezit van Attica. Het Parthenon was, zoals de naam aanduidt, de tempel van de 'maagdelijke godin'. Daar stond het beroemdste beeld van haar, door Pheidias omstreeks 431 v.Chr. vervaardigd, naast andere beeldhouwwerken en naast de plaats waar de staatsgelden en de staatsarchieven werden bewaard.
Athena had als godin van de natuur in het oude Griekenland een grote invloed op de landbouw en op het uitkomen van het zaad en werd daarom in de loop van het jaar op verschillende wijzen aangeroepen en met verschillende feesten geëerd. Het grootste feest dat ter ere van de godin in Athene werd gevierd, de Panathenaeën viel tijdens de oogst. De feesten, die eerder in het jaar al waren gegeven en die nog volgden, waren minder groot. Er werd aan gedacht wat Pallas Athena het jaar voor de natuur had gedaan. Oude mannen en vrouwen droegen bij de plechtige optocht, die er werd gehouden, olijftakken in de hand en de winnaars van de wedstrijd op het feest kregen een krans van takken van de heilige olijfboom en amforen met olie ervan. In de zaaitijd werd wel vooral Demeter gehuldigd, maar van de drie heilige ploegen, waarmee het teken werd gegeven, dat de zaaitijd was aangebroken, waren er twee aan Athena gewijd Skiras en Polias. Men wendde zich ook bij het ontkiemen van de vruchten voor de zegen tot Athena. Er was een hele reeks van plechtigheden en gebruiken, meestal van sombere aard, met reinigingen en verzoeningen in de zomer om de hulp van de goden van de aether tegen de verzengende hitte te bidden van de zon. Hiertoe behoorden de Plynteriën en Kallynteriën, die in de maand Thargelion, in mei, werden gevierd. Dan werd de peplos, het mooi bewerkte kleed, van het oude beeld van de godin afgenomen en het beeld zelf gewassen, een plechtigheid waarmee niet alleen op reiniging werd gedoeld, maar waarmee ook voor de velden nodige regen werd gebeden. De Skirophoriën werden in juli gevierd, dan werd het beeld van Athena met gips, met kalkaarde bestreken en werd er een grote optocht gehouden, waarbij de priesters en priesteressen grote parasols droegen om Athena er weer voor te bidden dat de hitte van de zon tegen werd gehouden. Athena werd ook bij het feest van de Ersephoriën of Arrephoriën, waarvoor het Arrephorion was gebouwd, als godin van de natuur geëerd. Aan het einde van het seizoen tijdens de wijnoogst bij de Oschophoriën werd behalve de goden die de wijnbouw meer in het bijzonder ter harte ging, ook Athena dankbaar herdacht als de godin die aan de hele omgeving haar zegen had gegeven en voor vruchtbaarheid had gezorgd.

## Beeldende kunsten

### Oudheid
In alle door Grieken bewoonde streken werd de godin veelvuldig afgebeeld. Van de oudere beelden, wier houding nog niet de losheid en natuurlijkheid van de latere Oud-Griekse kunstwerken bezaten, stelden sommige de godin zittende voor, als de godin van de vrede, meestal met een spinnewiel aan haar zijde. Andere beelden toonden haar met opgeheven lans en uitgestrekt schild als godin van de oorlog. Zulke beelden noemde men gewoonlijk Palladiën. Van het voortdurend bezit daarvan hing het heil en het behoud van de staat af. Zulk een Palladion werd aan de Trojanen door Odysseus met behulp van Diomedes ontvreemd.
Athene, Argos, de meeste steden van beneden-Italië, maar ook Rome beroemden zich op het bezit van zulk een Palladion. Die beelden waren, naar men zei, uit de hemel gevallen en omtrent het vinden daarvan en de zonderlinge lotgevallen en omzwervingen van sommige van hen was een groot aantal sagen in omloop.

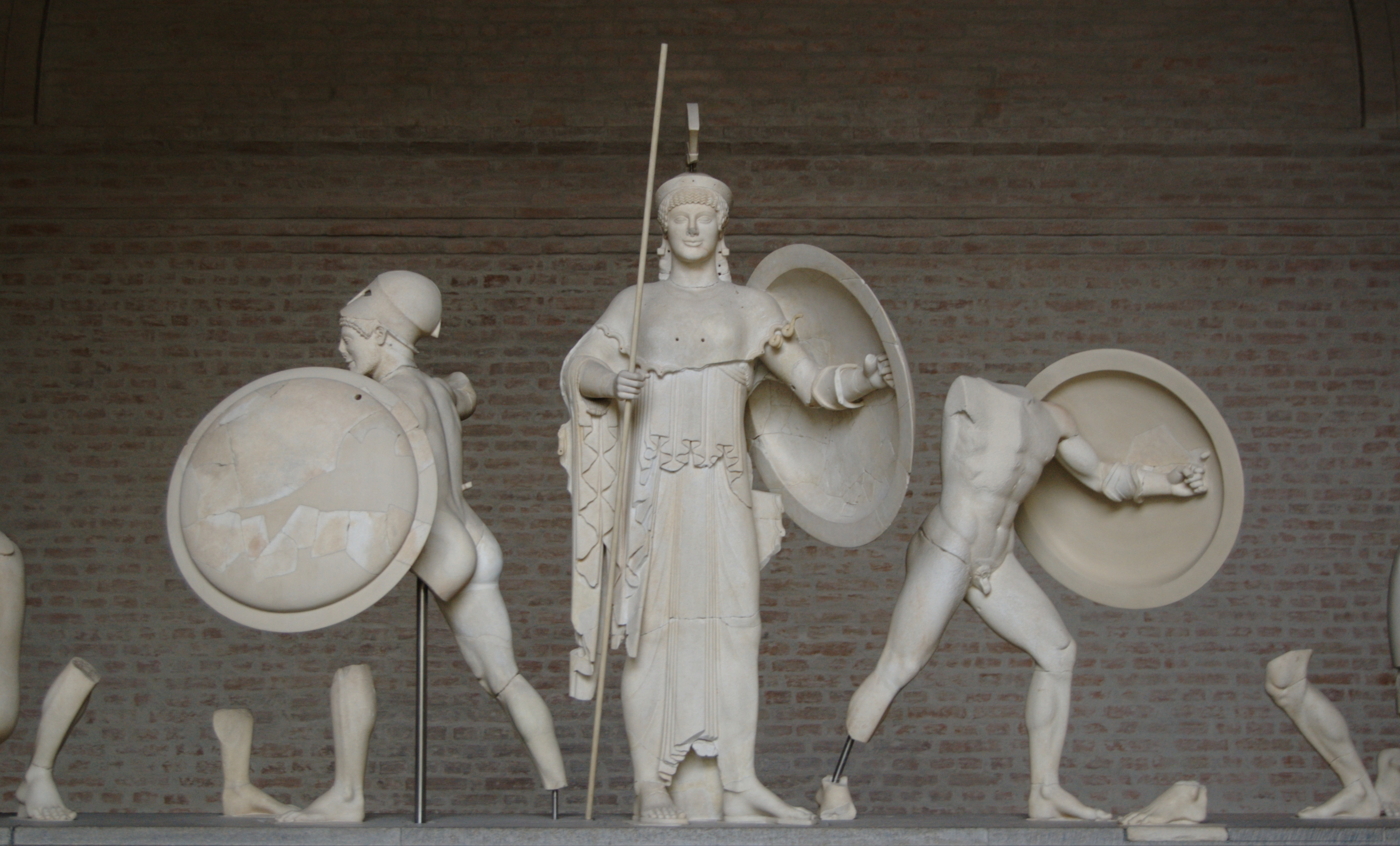
Athena, gekleed in een chiton en himation die de Aegis draagt, in het midden, met Ajax, zoon van Telamon, die een schild draagt aan haar rechter- en een Trojaan aan haar linkerzijde (oostfronton van tempel van Aphaïa, Egina, ca. 490–480 v.Chr., glyptotheek van München).

Tot die oudere beelden kan men ook het Athenabeeld rekenen, dat bij de tempel van de godin op het eiland Egina in 1811 gevonden werd en thans in de glyptotheek te München wordt bewaard.
Hoe goed het beeld van Athena aan alle Grieken, althans aan alle Atheners, bekend was, blijkt uit het verhaal dat Peisistratos, uit Athene verdreven, zich in de stad liet terugvoeren op een wagen, gezeten naast een vrouw die met al de attributen van de godin Athena was getooid en dat de Atheners hem opnamen, menende dat hun godin zelf hem had teruggebracht.
De latere, fraaiere beelden van Athena waren alle van het type dat werd ontworpen door de grote beeldhouwer Pheidias. Drie door deze beeldhouwer vervaardigde beelden van Athena trokken in de klassieke oudheid vooral de aandacht, vooreerst het beeld in het Parthenon uit goud en ivoor samengesteld, ten tweede het reusachtige bronzen beeld van Athena Promachos op de Akropolis, dat vervaardigd was uit de buit bij Marathon behaald, en tot slot een bronzen beeld, dat door Atheense kolonisten op het eiland Lemnos was opgericht en daarom de Lemnische Athena genoemd werd. De bevalligheid van dit beeld was zo groot, dat men daar de godin "de schone" placht te noemen. Het stelde Athena voor als de kunstvaardige godin van de vrede.
Ook de bustes, beelden en afbeeldingen van de latere Griekse kunst laten zich in twee hoofdgroepen verdelen, waarvan de ene de godin als een godin van de oorlog voorstelt, de andere haar de attributen geeft, die bij Athena Erganê passen.

### Moderne tijd

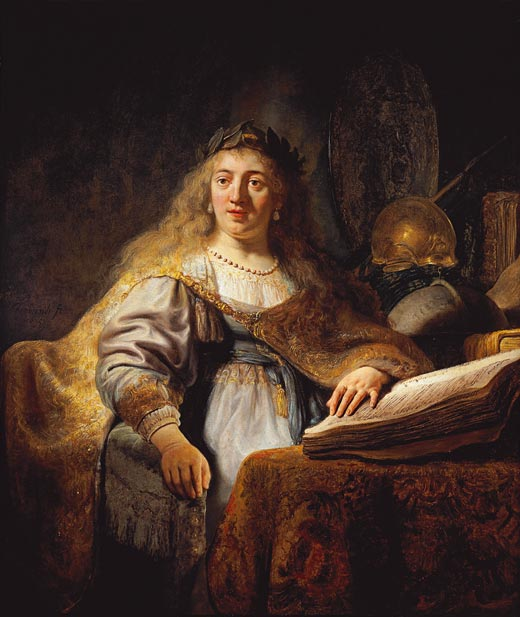
Minerva door Rembrandt van Rijn, 1635

Pallas Athena werd in de moderne tijd vaak als Minerva, in het oude Rome een belangrijke godin, afgebeeld. Botticelli schilderde Minerva en de centaur (omstreeks 1482-83). Adam Elsheimer schilderde het Rijk van Minerva (omstreeks 1607-08). Hendrick Goltzius schilderde pendantstukken van Athena en Hermes. De gebroeders Zuccaro schilderden hen omstreeks 1559 als een gestalte. Dat was Hermathena. Jacob Jordaens schilderde voor het Vredespaleis in Den Haag hoe Athena de harpijen versloeg, wezens van bedrog, geweld en afgunst. Luca Giordano (1682-83), Tintoretto (1578), Jan Lievens (1652), Jacques-Louis David (1771) en Pierre-Paul Prud'hon (omstreeks 1799) schilderden Athena ook. Rembrandt van Rijn maakte in 1635 van Athena een portetschildering. Het hoofd van Medusa ligt op het schilderij van Rembrandt op de achtergrond, voor een speer, helm, wereldbol en boeken.
Onder meer Giambologna (1578), Permoser (1716) en Schadow (1793) maakten standbeelden van Athena.

## Vergelijking
Pallas Athena was een van de vele goden en godinnen uit de Griekse mythologie. De Romeinen vereerden hun eigen zelfde godin Minerva. Er komt in het hindoeïsme een zelfde godin voor, Durga. Zij is ook een maagdelijke krijgs- en beschermgodin, is net zoals Athena volgroeid ter wereld gekomen en wordt met veel wapens uitgebeeld.

## Voetnoten
1. ↑  G. Neumann, Der lydische Name der Athena. Neulesung der lydischen Inschrift Nr. 40, in Kadmos 6 (1967), pp. 80-87.
2. ↑  Kn V 52 (= tekst 208 in M. Ventris - J. Chadwick (edd. tradd. comm.), Documents in Mycenaean Greek, Cambridge, 19732, pp. 311-312.).
3. ↑  T. Palaima, Appendix One: Linear B Sources, in S. Trzaskoma - e.a. (edd.), Anthology of Classical Myth: Primary Sources in Translation, Indianopolis, 2004, p. 444.
4. ↑  W. Burkert, Greek religion: archaic and classical, Malden - Oxford - Carlton, 1985, p. 139.
5. ↑  V. Hicks, Minoan Origins of Athena, anistor.gr (1/09/2002).
6. ↑  Dat is een ernstige kwestie en daar ik denk, mijn vriend, dat de moderne vertolkers van Homerus mogen helpen in het uitleggen van de visie van de voorouders. Want de meesten van deze handhaven in hun verklaringen van de dichter dat hij met Athena "geest" (nous) en "intelligentie" (dianoia) bedoelde, en de maker van de naam een eenvormig begrip over haar schijnt te hebben gehad; en benoemt haar inderdaad met een nog hogere titel, "goddelijke intelligentie" (Thou noesis), alsof hij zou zeggen: Dit is zij die de geest van God heeft (Theonoa);- een a gebruikend als een dialectische variatiant e, en i en s weglatende. Misschien, echter, zou de naam Theonoe kunnen betekenen "zij die goddelijke dingen weet" (Theia noousa) beter dan anderen. Noch zullen wij er ver naast zitten als we aannemen dat de auteur daarvan wenste deze Godin met morele intelligentie (in ethei noesin) te identificeren en daarom aan haar de naam ethonoe gaf; die, echter, ofwel hij ofwel zijn opvolgers hebben veranderd in die wat zij dachten een mooiere vorm te zijn en haar Athena noemden. in Cratylus 407b.
7. ↑  Plato. Cratylus 407b
8. ↑  Als grondlegster van de stad heeft men daar een Godin, in het Egyptisch Nèïth geheten, in het Grieks, naar het zeggen van de lieden van daarginds, Athèna. Zij verzekeren, zeer Atheens-gezind en op een of andere wijze met ons hier verwant te zijn. in Timaeus 21e
9. ↑  Homeros, Ilias IV 515, Odysseia III 378; Hesiodos, Theogonia 924.
10. ↑  Pausasias, IX 33 § 4. Vergelijk Homeros, Ilias IV 8.
11. ↑  Euripides, Ion 872; (pseudo-)Apollodoros, Bibliotheke I 3 § 6. Vergelijk Herodotos, Historiai IV 150, 179.
12. ↑  Hesiodos, Theogonia 890ff, 924ff.
13. ↑  Pindaros, Epinikia Ol. VII 35.
14. ↑  E.M.Moormann & W.Uitterhoeve (1987), De klassieke mythologie in de kunst, van Achilles tot Zeus, SUN, Nijmegen, 1996, p.145
15. ↑  Plutarchus, Perikles 13.7-f8.
16. ↑  Ovidius, Metamorphoses IV 796-801.
17. ↑  E.M. Moormann - W. Uitterhoeve, De Klassieke Mythologie in de Kunst, Nijmegen, 1996, p. 145.
18. ↑  Ovidius, Metamorphosen, trad. M. d'Hane-Scheltema, Amsterdam, 1994, pp. 58, 63-67.
19. ↑  Homerus, Ilias V 738 ff., (pseudo-)Apollodorus, Bibliotheke II 46, Quintus van Smyrna, Posthomerica XIV 453 ff., Pausanias, I 21 § 3, 24 § 7, V 10 § 4, 12 § 4, IX 34 § 2, (pseudo-)Hyginus Mythographus, Astronomica II 12, Ovidius, Metamorphoses IV 796-801, Sextus Propertius, Elegiae II 2, Nonnus van Panopolis, Dionysiaca XXXVI 15 ff., Suda s.v. Gorgolophas en Γοργόνωτον.

## Websites
- Goddess-Athena.org (R. George, 1998-2006: vooral het Museum is interessant omdat het een overzicht biedt van de verschillende voorstellingen van Athena in de (antieke) kunst)
- art. Athene, Theoi.com (2000-2007)